# Ай-Пим
Ай-Пим — река в России, протекает по территории Сургутского района Ханты-Мансийского АО. Устье реки находится в 153 км по правому берегу реки Пим. Длина реки — 258 км, площадь водосборного бассейна — 1780 км².

## Притоки
(км от устья)
- 32 км: река Салимаявин (пр)
- 52 км: река Варнъёган (лв)
- 153 км: река Лабтъёган (лв)
- 199 км: река Тунгомыяха (лв)
- 218 км: река Паннэпим (пр)

## Данные водного реестра
По данным государственного водного реестра России относится к Верхнеобскому бассейновому округу, водохозяйственный участок реки — Обь от города Нефтеюганск до впадения реки Иртыш, речной подбассейн реки — Обь ниже Ваха до впадения Иртыша. Речной бассейн реки — (Верхняя) Обь до впадения Иртыша.